# Дереволаз-серподзьоб амазонійський
Дереволаз-серподзьоб амазонійський (Campylorhamphus procurvoides) — вид горобцеподібних птахів родини горнерових (Furnariidae). Мешкає в Амазонії та на Гвіанському нагір'ї.

## Підвиди
Виділяють шість підвидів:
- C. p. sanus Zimmer, JT, 1934 — від південно-східної Колумбія (на схід від Мети і Какети), північно-східного Еквадору (Сукумбіос) і крайнього північного сходу Перу на схід до крйанього північного заходу Бразилії (верхів'я Ріу-Негру), південної і східної Венесуели та північної Гаяни;
- C. p. gyldenstolpei Aleixo, Portes, Whittaker, Weckstein, Gonzaga, Zimmer, KJ, Ribas, & Bates, JM, 2013 — південно-західна Бразилія (на південь від Амазонки, на захід від Мадейри);
- C. p. probatus Zimmer, JT, 1934 — південно-західна Амазонія (на південь Амазонки, від між річками Мадейра і Тапажос на південь до Рондонії);
- C. p. cardosoi Portes, Aleixo, Zimmer, KJ, Whittaker, Weckstein, Gonzaga, Ribas, Bates, JM & Lees, 2013 — схід Бразильської Амазонії (на південь від Амазонки, між річками Тапажос і Шінгу, на південь до півночі Мату-Гросу);
- C. p. procurvoides (Lafresnaye, 1850) — Суринам, Французька Гвіана і північна Бразилія (на північ від Амазонки, від нижньої течії Ріу-Негру до Амапи);
- C. p. multostriatus (Snethlage, E, 1907) — південно-східна Бразильська Амазонія (від Шінгу на схід до Токантінса, на південь до північного сходу Мату-Гросу).

## Поширення і екологія
Амазонійські дереволази-серподзьоби мешкають в Колумбії, Венесуелі, Еквадорі, Перу, Гаяні, Суринамі, Французькій Гвіані і Бразилії. Вони живуть у вологих рівнинних тропічних лісах Амазонії, в бамбукових заростях, серед ліан. Зустпрічаються переважно на висоті до 500 м над рівнем моря, місцями на висоті до 900 м над рівнем моря.